# Milionia kaporana
Milionia kaporana là một loài bướm đêm trong họ Geometridae.